# Riserva naturale delle Falesie di Duino
La riserva naturale delle Falesie di Duino (Deželni naravni rezervat Devinskih sten in sloveno) è un'area naturale protetta del comune di Duino-Aurisina, in provincia di Trieste, al confine con la provincia di Gorizia. Interessa essenzialmente le località di Duino e Sistiana e si articola su 107 ettari, di cui 63 a mare.
Istituita nel 1996, fa parte delle riserve naturali regionali del Friuli-Venezia Giulia.
L'ente gestore - che ha sede a Udine - comprende la Direzione Centrale delle Risorse Agricole, Naturali, Forestali e Montagna e il Servizio Tutela Ambienti Naturali, Fauna e Corpo Forestale Regionale della Regione Friuli-Venezia Giulia.

## Caratteristiche
La riserva si sviluppa su un'ampia ed alta scogliera in territorio carsico che si affaccia sull'Alto Adriatico, in un tratto di costa ricca di calcari fossiliferi del Cretacico: la sua caratteristica principale è data dalla bianca falesia che scende a perpendicolo sul mare.
Gran parte di questo tratto di costa adriatica è sormontata dal sentiero Rilke, una passeggiata panoramica intitolata al poeta praghese Rainer Maria Rilke, che in questa zona visse e trovò ispirazione per la sua poesia. Il percorso congiunge la baia di Sistiana al centro di Duino in prossimità del castello dei principi Thurn und Taxis.
La vegetazione è eterogenea e tipica tanto dell'area del territorio carsico quanto di quella del mar Mediterraneo. Il bosco che sovrasta il tratto di mare è abitato da varie specie animali come il corvo imperiale, il passero solitario ed il falco pellegrino.

## Flora
La flora è rappresentata essenzialmente da:
- macchia mediterranea: leccio, fillirea, alloro, carpino nero, orniello, salvia
- rupi a mare: centaurea fronzuta, caracia campanella, salvia, ranno spaccasassi, ciliegio canino
- bosco del basso Carso: carpino nero, roverella, orniello con sottobosco di carniolo, ciliegio canino, sommacco, rovere e castagno
- bosco del Carso montano: faggio e carpino nero
- vegetazione delle doline: carpino bianco, nocciolo, rovere, tiglio
- landa carsica: cariceto centaureto, ginepro, sommacco, bromo eretto, genziana

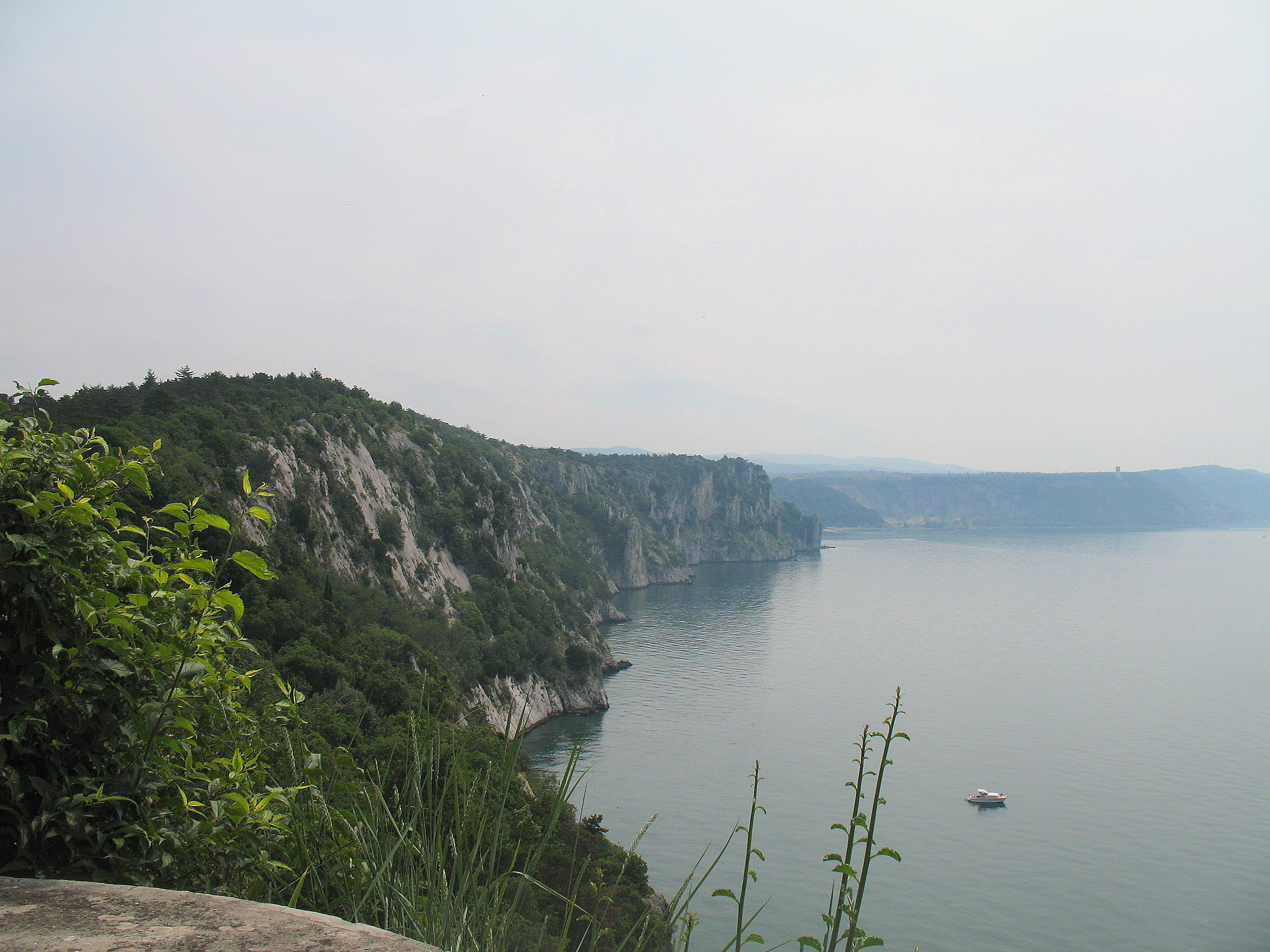
Le falesie a strapiombo sul mare fra Duino e Sistiana

- macereti: paleozolfino, cardo pavonazzo
- vegetazione dei laghi carsici: terebino, pioppo, salice, canna di palude

## Fauna
La fauna presente nella Riserva - incluse diverse varietà di uccelli - è quella tipica europea. Il simbolo dell'area protetta è dato dall'algiroide magnifico (Algyroides nigropunctatus), rettile diffuso nella zona carsica e simile alla lucertola.
È presente anche il serpente gatto (Telescopus fallax fallax) mentre tra gli uccelli che nidificano sulle rocce si registra la presenza dell'occhiocotto.
Riguardo agli abitanti del mare, nelle acque della baia di Sistiana è stata più volte avvistata la stenella striata, piccolo delfino dalla lunghezza massima di due metri.
Nei boschi della riserva sono presenti poi caprioli, tassi, cinghiali, volpi, lepri e scoiattoli.

## Galleria d'immagini

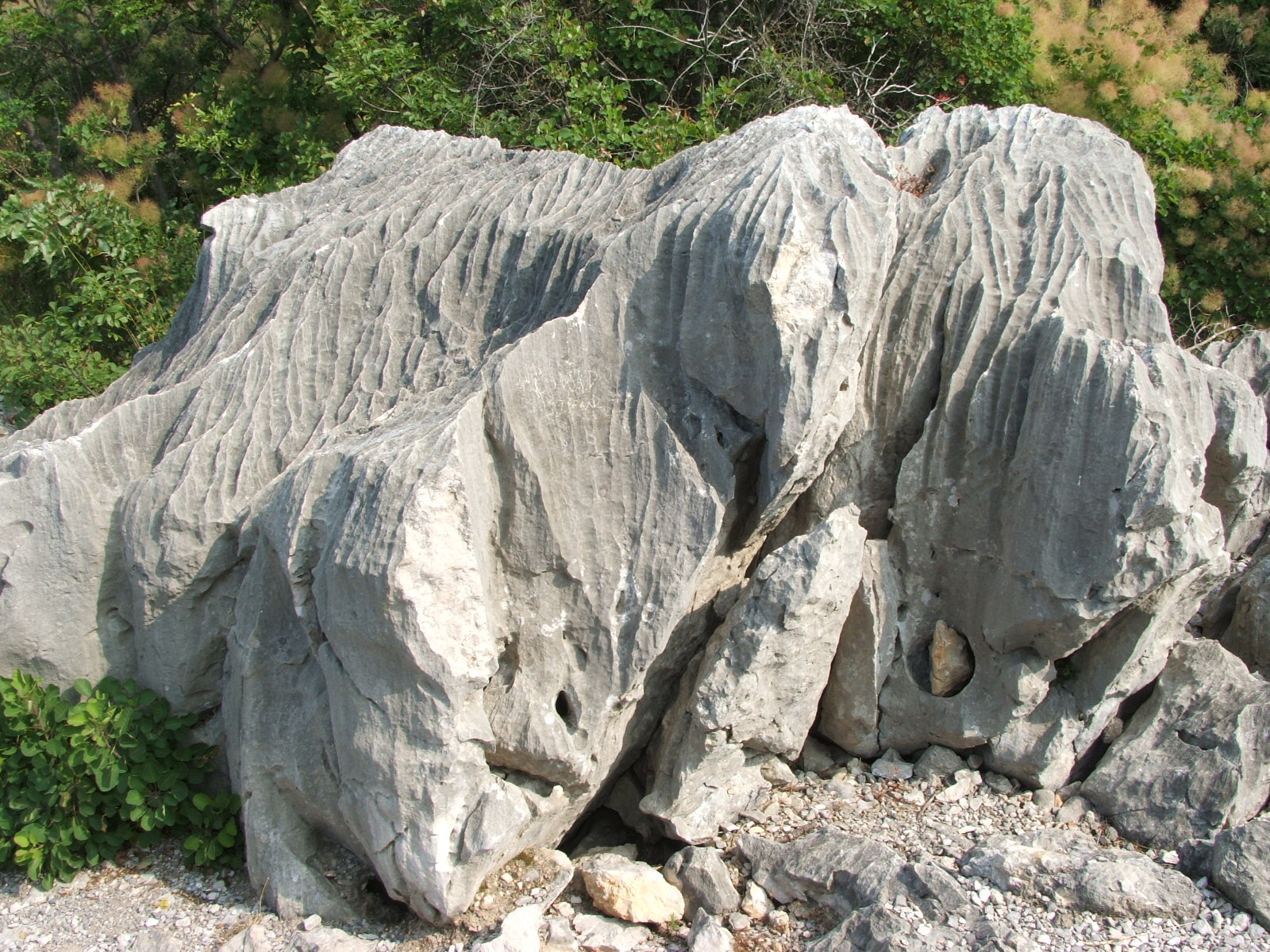
Falesie
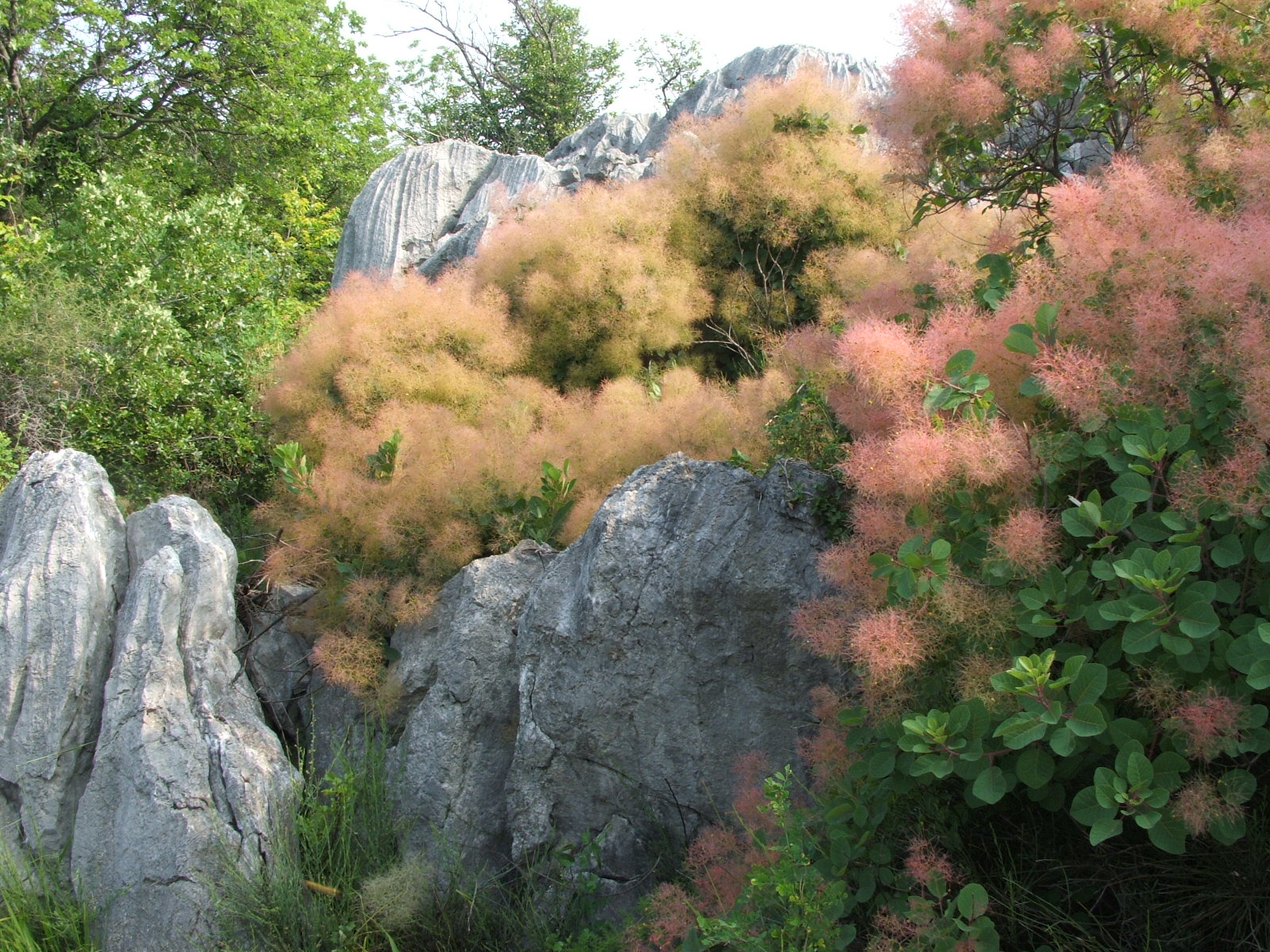
Scotano in fiore fra le falesie
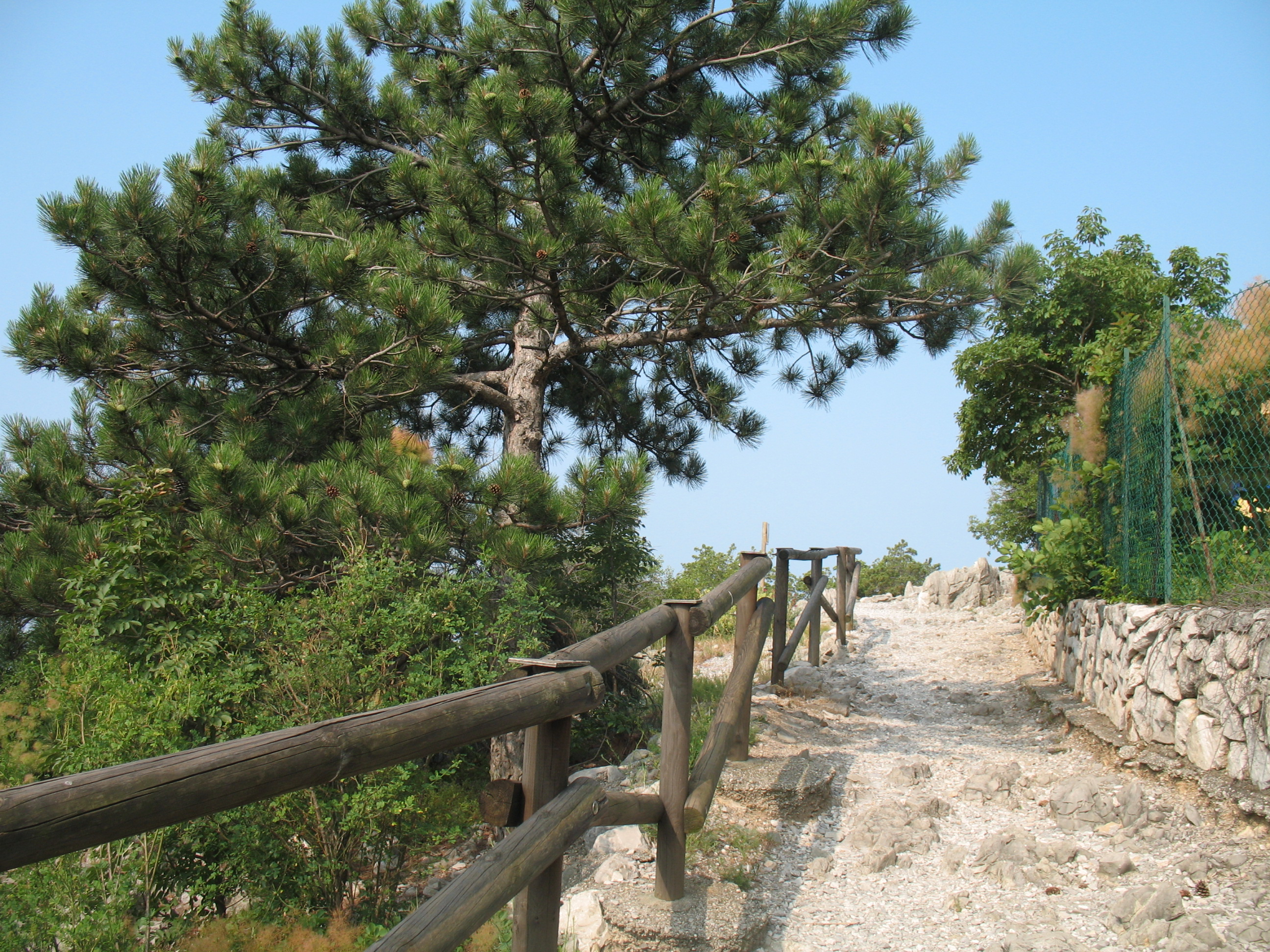
Il "Sentiero Rilke"